# Assyriske paladsrelieffer
Denne artikel omhandler tre assyriske paladsrelieffer fra Nimrud oprindeligt opstillet i Assurnasirpal II’s (883-859 fvt.) nyopførte Nordvestpalads i Assyrien, der havde et meget nyskabende og kunstfærdigt udsmykningsprogram af delvis bemalede stenrelieffer. Over de assyriske relieffer fra paladset på cirka to meters højde var væggene og loftet dekoreret, og på gulvene lå der tykke, vævede tæpper. Reliefferne i paladset fremstillede kongen og hans land som evigt sejrende og triumferende i pragt og vælde. Budskabet var klart for de besøgende: Dette var verdens hovedstad, og assyrerkongen var verdens ubestridte leder. De tre relieffer  er en del af Antiksamlingen på Nationalmuseet. Andre relieffer fra paladset findes på museer rundt om i hele verden især i England.

## Relieffernes udsmykning
Reliefferne er i alabast, nærmere betegnet mosulmarmor, som er en nyskabelse inden for den mesopotamiske byggekunst. De bærer dele af en standardindskrift (Ravn 1934), som blev brudt op, da reliefferne blev fjernet fra deres oprindelige placering (jf. Assyriens opdagelse.
Indskriften var indhugget i mange kopier i paladset, og den løb enten tværs igennem eller oven over relieffernes billedudsmykning. Kileskriftsteksten beretter om kongens heltemod, sejre og byggeaktiviteter i Nimrud.
Billedudsmykningen er i basrelief og fremstiller det samme motiv: En bevinget skytsånd og et stiliseret træ:

### Skytsånden
Skytsånden har to store vinger og bærer en lang kåbe med frynser og broderier, som er kastet over den venstre skulder. I bæltet ses to dolke, og om livet bærer ånden en kilt med lange kvaster. I højre hånd ses et renselsesinstrument og i venstre en rituel spand. Om halsen bærer han en perlekæde, og han har armbånd om overarmene og håndleddene med rosetter. Det ene ben er blottet og viser en overdreven benmuskulatur.
Ånden findes i to typer: Den ene har et fuglehoved med krumt næb og hovedfjer. Den anden har et mandehoved med langt, krøllet skæg og hår og bærer guddommenes hornekrone.

### Det stiliserede træ
Det stiliserede træ omgives af et net af palmetter, og øverst på stammen ses én stor palmette. Ned langs stammen ses tre vandrette bånd, som understøtter horn, og en dekoration af omvendte v'er.

## Motivets betydning
Ånden (måske akkadisk: apkallu, sumerisk: ab.gal) er af samme type som de statuetter, som man begravede under gulvet for at afværge onde magter. Her er den magiske figur kastet op på paladsvæggen for at vogte det stiliserede træ, som var et billede på landets frugtbarhed. Hornene på træets stamme bliver ligeledes brugt til at beskytte det stiliserede træ.
Den gængse fortolkning af motivet er, at ånden dypper den mandlige Daddel-Palmes blomsterbæger i en spand med en væske med pollen for at befrugte den kvindelige daddelpalme. 
Det er højst sandsynligt forkert, fordi a) skytsånden med en rituel spand og et renselsesinstrument er et meget gammelt og selvstændigt motiv i Mesopotamien, fordi b) den rituelle spand (akkadisk: banduddû, sumerisk: ba.an.du8.du8) og renselsesinstrumentet (akkadisk: mullilu, sumerisk: sanga4) kendes selvstændigt som midler til magisk renselse, og c) fordi åndens placering i forhold til træet på nogle af reliefferne peger på, at de to elementer, skytsånden og det stiliserede træ, ikke indgår i en aktivitet sammen.
Det stiliserede træ er overtaget fra Mittaniriget i vest, der dominerede Assyrien omkring midten af det andet årtusinde, og det findes i sin særlige, assyriske udformning fra det trettende årh. Under Assurnasirpal II's regering blev det et meget yndet motiv, som var afbildet mange steder på paladsets vægge og som broderi på tekstiler.
Lad os gå en tur ind og møde assyrerkongen i hans tronsal:
Vi går ind gennem den centrale indgang, som beskyttes af frygtindgydende tyrekolosser på hver side, og nærmer os et fremragende relief af det stiliserede træ placeret højt oppe på væggen under rigsemblemet: en bevinget solskive om en gud. Kongen står foran skytsånder, der står symmetrisk på begge sider af træet, og hele herligheden er sat i en kolossal ramme.
Når vi nu vender blikket mod den fjerne venstre ende af tronsalen, bliver træet forvandlet til kongen selv, som sidder der i kød og blod på sin trone og dækker for det stiliserede træ på et tilsvarende relief bag ham: Kongen, betroet det guddommelige kongedømme af guderne, er simpelthen identisk med landets ve og vel!

## Nationalmuseets erhvervelse af reliefferne
De tre assyriske relieffer blev erhvervet af Nationalmuseet i 1855-56 for £50 fra Mr. Stirling, præst i Sheffield.
Han havde fået dem som tak af kaptajn Felix Jones, der var det engelsk-østindiske kompagnis agent i Bagdad. Sammen med foræringen modtog Mr. Stirling en regning for den lange transport, og da han ikke var rig , var han nødsaget til at sælge dem videre uden profit.
Felix Jones havde arbejdet som landmåler i Nimrud i 1852 og havde tidligere reddet en af Layards skulptursendinger fra forlis, mens han førte dampskibet Nitocris på Tigris. Efter Layards udgravninger af Nimrud i 1845-47 og 1849-51, der mest af alt havde form af skattejagt, stod der mange af paladsets relieffer og skulpturer tilbage, som ikke var sendt til British Museum i England. På amerikanske og europæiske anmodninger blev mange af de assyriske relieffer og skulpturer fjernet fra deres oprindelige sammenhæng, hugget i mindre bidder for at gøre transporten lettere, og sendt til Europa og Amerika uden nogen overordnet kontrol med, hvad der egentlig foregik i sin helhed. Rekonstruktionen af relieffernes oprindelige sammenhæng er helt nødvendig for at nå en forståelse af deres historiske betydning, men det er på grund af skattejagtslignende udgravninger og moderne plyndringer af oldtidsskatte endnu et uløst puslespilsarbejde, hvor mange af brikkerne mangler.